# Xar (архіватор)

XAR (скорочення від eXtensible ARchive format) — це формат архівування файлів і одночасно програма архіватор з відкритим вихідним кодом. Його було створено в рамках проєкту OpenDarwin і використовується в macOS, починаючи з версії 10.5 для процедур встановлення програмного забезпечення, а також для розширень браузера Safari, починаючи з версії 5.0. Формат XAR прийшов на зміну використанню архівів у форматі gzipped pax.
Одна з гілок розробки RPM, а саме RPM5, використовує формат xar.

## Структура файлу
Файл XAR складається з трьох секцій: заголовка, таблиці вмісту та області даних. Усі поля зберігаються з великим порядоком байтів (big endian).

### Заголовок
| Зсув № | Розмір (у байтах) | Призначення |
| ------ | ----------------- | --- |
| 0      | 4                 | Підпис файлу, яка використовується для ідентифікації формату файлу як Xar. Це значення завжди має дорівнювати xar! |
| 4      | 2                 | Розмір заголовка                                                                                                   |
| 6      | 2                 | Версія формату Xar для використання. На даний момент існує лише версія 1.                                          |
| 8      | 8                 | Довжина стисненого вмісту TOC (таблиці вмісту)                                                                     |
| 16     | 8                 | Довжина нестисненого вмісту TOC                                                                                    |
| 24     | 4                 | Алгоритм хешування (контрольної суми)                                                                              |
| 28     | 0, 4, 36          | іколи байти вирівнювання (padding) або назва алгоритму контрольної суми                                            |

### Особливості формату Xar
Xar відрізняється від cpio, tar або ar тим, що зберігає зміст архіву (TOC — table of contents) на початку файлу. Це ускладнює додавання нових даних до архіву, проте дозволяє уникнути повного перегляду архіву для витягування окремого файлу. Зміст зберігається у вигляді XML-документа, закодованого в UTF-8 та стисненого за допомогою zlib.
Кожен файл у складі архіву Xar стискається або кодується окремо. Це дає змогу, наприклад, одному файлу використовувати стиснення gzip, а іншому — інший метод, як-от bzip2. На деяких системах також підтримується стиснення за допомогою xz або lzma.
Приклад змісту
```
<?xml version="1.0" encoding="UTF-8"?>

<xar>

 
<toc>

  
<checksum
 
style=
"sha1"
>

   
<offset>
0
</offset>

   
<size>
20
</size>

  
</checksum>

  
<file
 
id=
"1"
>

   
<group>
staff
</group>

   
<gid>
20
</gid>

   
<user>
joe
</user>

   
<uid>
501
</uid>

   
<mode>
0755
</mode>

   
<type>
directory
</type>

   
<name>
com.foobar
</name>

   
<file
 
id=
"2"
>

    
<group></group>

    
<gid>
20
</gid>

    
<user></user>

    
<uid>
501
</uid>

    
<mode>
0775
</mode>

    
<type>
directory
</type>

    
<name>
Contents
</name>

    
<file
 
id=
"3"
>

     
<data>

      
<length>
428
</length>

      
<offset>
20
</offset>

      
<size>
1005
</size>

      
<encoding
 
style=
"application/x-gzip"
/>

      
<archived-checksum
 
style=
"SHA1"
>
a5f6f1461213a904f831d4ef6f214638342842ed
</archived-checksum>

      
<extracted-checksum
 
style=
"SHA1"
>
21d21a0c90378248ce0dfb6f345376d1b00d65fc
</extracted-checksum>

     
</data>

     
<group></group>

     
<gid>
20
</gid>

     
<user></user>

     
<uid>
501
</uid>

     
<mode>
0664
</mode>

     
<type>
file
</type>

     
<name>
Info.plist
</name>

    
</file>

    
<file
 
id=
"4"
>

     
<group></group>

     
<gid>
20
</gid>

     
<user></user>

     
<uid>
501
</uid>

     
<mode>
0775
</mode>

     
<type>
directory
</type>

     
<name>
Resources
</name>

     
<file
 
id=
"5"
>

      
<data>

       
<length>
14868
</length>

       
<offset>
448
</offset>

       
<size>
274432
</size>

       
<encoding
 
style=
"application/x-gzip"
/>

       
<archived-checksum
 
style=
"SHA1"
>
efe5c97921de7ccc5aebc158d158e9d4280d6814
</archived-checksum>

       
<extracted-checksum
 
style=
"SHA1"
>
45c8be42d1d9afdb57ddd5e9311453010ec46161
</extracted-checksum>

      
</data>

      
<group></group>

      
<gid>
20
</gid>

      
<user></user>

      
<uid>
501
</uid>

      
<mode>
0664
</mode>

      
<type>
file
</type>

      
<name>
foobar
</name>

     
</file>

     
<file
 
id=
"6"
>

      
<data>

       
<length>
17635
</length>

       
<offset>
15316
</offset>

       
<size>
45056
</size>

       
<encoding
 
style=
"application/x-gzip"
/>

       
<archived-checksum
 
style=
"SHA1"
>
3c761ffcc81ee6e232e4f4a1c4a81654c26c4e52
</archived-checksum>

       
<extracted-checksum
 
style=
"SHA1"
>
0ea31f8ef0e5987a1838a64ab5c26ebf3ee4bc37
</extracted-checksum>

      
</data>

      
<group></group>

      
<gid>
20
</gid>

      
<user></user>

      
<uid>
501
</uid>

      
<mode>
0664
</mode>

      
<type>
file
</type>

      
<name>
docSet.skidx
</name>

     
</file>

     
<file
 
id=
"7"
>

      
<group></group>

      
<gid>
20
</gid>

      
<user></user>

      
<uid>
501
</uid>

      
<mode>
0775
</mode>

      
<type>
directory
</type>

      
<name>
Documents
</name>

      
<file
 
id=
"8"
>

       
<data>

        
<length>
35790
</length>

        
<offset>
32951
</offset>

        
<size>
209242
</size>

        
<encoding
 
style=
"application/x-gzip"
/>

        
<archived-checksum
 
style=
"SHA1"
>
5242cd71585c34e722932f324706f8c00e1ae0c5
</archived-checksum>

        
<extracted-checksum
 
style=
"SHA1"
>
c0e013e53d829511835e2b429abb5198731e9a3e
</extracted-checksum>

       
</data>

       
<group></group>

       
<gid>
20
</gid>

       
<user></user>

       
<uid>
501
</uid>

       
<mode>
0664
</mode>

       
<type>
file
</type>

       
<name>
foobar.html
</name>

      
</file>

     
</file>

    
</file>

   
</file>

  
</file>

 
</toc>

</xar>

```